# Municipio de Garkalne
El municipio de Garkalnes (en Letón: Garkalnes novads) es uno de los ciento diez municipios de Letonia, se encuentra localizado en el suroeste de dicho país báltico. Fue creado durante el año 2007 después de una reorganización territorial. El ayuntamiento de la municipalidad se sitúa en el barrio de Berģi en Riga.

## Población y territorio
Su población se encuentra compuesta por un total de 6.722 personas (2009). La superficie de este municipio abarca una extensión de territorio de unos 150,5 kilómetros cuadrados. La densidad poblacional es de 44,66 habitantes por cada kilómetro cuadrado.